# Mischocyttarus aracatubaensis
Mischocyttarus aracatubaensis är en getingart som beskrevs av Zikan 1949. Mischocyttarus aracatubaensis ingår i släktet Mischocyttarus och familjen getingar. Inga underarter finns listade i Catalogue of Life.